# PGC 4827
LEDA/PGC 4827 ist eine Irreguläre Galaxie vom Hubble-Typ Im im Sternbild Fische auf der Ekliptik. Sie ist schätzungsweise 100 Millionen Lichtjahre von der Milchstraße entfernt und gilt als Mitglied der NGC 488-Gruppe oder LGG 21.
Im selben Himmelsareal befinden sich u. a. die Galaxien NGC 485, NGC 488, NGC 490.